# EN 60601-2-57
Die EN 60601-2-57 mit dem Titel „Medizinische elektrische Geräte – Teil 2-57: Besondere Festlegungen für die Sicherheit einschließlich der wesentlichen Leistungsmerkmale von Nicht-Laser-Lichtquellen für die Anwendung in der Therapie, Diagnose, Überwachung und für kosmetische/ästhetische Zwecke“ ist Teil der Normenreihe EN 60601 (die EN-60601-Reihe wird aktuell in die EN-80601-Reihe überführt).
Herausgeber der DIN-Norm DIN EN 60601-2-57 ist das Deutsche Institut für Normung.
Die Norm basiert auf der internationalen Fassung IEC IEC 76D/403/CDV:2009. Im Rahmen des VDE-Normenwerks ist die Norm als VDE 0750-2-57 klassifiziert, siehe DIN-VDE-Normen Teil 7.
Diese Ergänzungsnorm regelt allgemeine Festlegungen für die Sicherheit, Prüfungen und Richtlinien von Nicht-Laser-Lichtquellen für die Anwendung in der Therapie, Diagnose, Überwachung und für kosmetische/ästhetische Zwecke. Zweck ist es, Merkmale der Basissicherheit, die wesentlichen Leistungsmerkmale sowie Prüfungen zu beschreiben und zusätzlich Anleitungen für ihre Anwendung zu geben.

## Gültigkeit
- Die endgültige Version der Norm ist korrespondierend mit der 3. Ausgabe der DIN EN 60601-1 anzuwenden.

## Anwendungsbereich
Die vorliegende Internationale Norm betrifft die Basissicherheit und wesentlichen Leistungsmerkmale von Geräten, die eine oder mehrere Quellen optischer Strahlung im Wellenlängenbereich von 200 nm bis 3000 nm, mit Ausnahme von Laserstrahlung, enthalten und die dafür vorgesehenen sind, photobiologische Wirkungen in Menschen oder Tieren für Therapie-, Diagnose-, Überwachungszwecke und kosmetische/ästhetische oder veterinärmedizinische Anwendungen zu erzeugen; diese Geräte werden nachfolgend Lichtquellengeräte (LS-Geräte, en: Light Source equipment) genannt. 
Diese Norm gilt nicht für Geräte zur Hautbräunung, für Instrumente der Augenheilkunde oder andere Geräte, deren spezielle Sicherheitsprobleme durch entsprechende Internationale Normen behandelt werden, und schließt zur Beleuchtung vorgesehene Geräte aus.
Die in dieser Internationalen Norm gestellten Sicherheitsanforderungen betreffen nur Gefährdungen für das Auge und die Haut; Gefährdungen der inneren Gewebe liegen außerhalb des Anwendungsbereiches. 
LS-Geräte können eine oder mehrere Quellen optischer Strahlung mit oder ohne Stromversorgung enthalten oder können in ein komplexes System, das optische, elektrische oder mechanische Systeme oder andere Strahlungsquellen enthält, eingebaut sein.
Der vorliegende Normteil 2-57 beschreibt die Mindestanforderungen, die Übereinstimmung mit Teil 2-57 kann zum Erreichen des geforderten Geräte-Sicherheitsniveaus unzureichend sein. Für LS-Geräte können auch andere Sicherheits- oder Leistungsnormen gelten.

## Zusatzinformation
- Diese Norm ist neu und hat keine Vorgängernorm.

Folgende geänderte Anforderungen sind in der EN 60601-2-57 enthalten (Auszug):
- Klassifizierung
- Aufschriften
- Schutz vor gefährlicher Strahlung
- Genauigkeit und Schutz vor gefährlichen Ausgangswerten
- Spezielle Gefahren und 1. Fehler